# Jo Otten
Johannes Franciscus (Jo) Otten (Rotterdam, 4 mei 1901 - Den Haag, 10 mei 1940) was een Nederlandse schrijver.

## Auteur
Jo Otten was de oudste zoon van de Rotterdamse stadsarchitect A.P.B. (Albert) Otten (1875-1935). Na de HBS en het staatsexamen gymnasium alfa studeerde Otten vanaf 1919 economie aan de Nederlandsche Handels-Hoogeschool aan de Rotterdamse Pieter de Hooghweg. In de Rotterdamsche Studenten Almanak verschenen zijn eerste pennenvruchten, die getuigen van een pessimistische levensvisie. In het Rotterdamsch Studentenblad mengde Otten zich in kwesties die hem al snel de status van polemist en provocateur bezorgden.
Na afloop van zijn studententijd riep Otten het onheil over zich af door in een artikel uit te halen naar het volgens hem geringe geestelijke niveau van de Rotterdamse studentenwereld, die hij vergeleek met een 'moddersloot, waaruit op zeer ver uit elkaar gelegen tijdstippen zoo nu en dan niet onaardig gekleurde blaasjes opborrelen.' Intussen had hij zich met enkele publicaties een bescheiden positie weten te verwerven in uiteenlopende tijdschriften als De Stem, De Vrije Bladen en Haagsch Maandblad. In de Nieuwe Rotterdamsche Courant liet hij van zich horen met filmportretten en boekbesprekingen.

## Antifascisme
Op 21 juni 1928 promoveerde Otten op de studie Het Fascisme, die hij naar zijn zeggen geschreven had tot beter - staatkundig - begrip van Mussolini. De publicatie van dit proefschrift trok in fascistische kringen vanzelfsprekend de nodige aandacht. Na een protestactie in het Rotterdamse Luxor Palast, tijdens de vertoning van de Duitse U-bootfilm Morgenrot (1933), werd Otten door ultrarechts geïntimideerd. Zijn actie had tevens tot gevolg dat hij door het - Rotterdamse - bestuur van De Nederlandsche Filmliga uit zijn functie van secretaris ontheven werd.
Eind jaren twintig raakte Otten in nauw contact met de dokterszoon Menno ter Braak. Ter Braak zag echter weinig in Ottens publicaties, wat een scheiding der geesten tussen hem en Otten tot gevolg had. In tegenstelling tot de cerebrale Ter Braak verwierp Otten de dominantie van het intellect. In zijn werk zocht hij naar een geschikte balans tussen gevoel en verstand, tussen verbeelding en werkelijkheid. Volgens hem was de realiteit niet alleen verstandelijk te doorgronden. Intellectueel geconstrueerd proza keurde hij om die reden af. Over Ter Braak zou hij later opmerken dat hij het leven 'aan flarden had gedacht'.
Otten bezag de mens vanuit een sterk dynamisch oogpunt: opstandigheid, actie en avontuur beheersen een modernistisch essay als Mobiliteit en Revolutie (1932). Beweging is ook het grondthema van de novelle Bed en Wereld (1932), een emotionele monoloog die door zijn openhartigheid veel pennen in beweging bracht.

## Bom
Na Rotterdam vertrok Otten via Voorburg naar Den Haag, waar hij zich tegen het einde van zijn leven zou zetten aan de studie Machiavelli. Sleutel van onzen tijd. Op 10 mei 1940, een halfjaar voor de publicatie van dit boek (waarvan verschillende drukken zouden verschijnen), werd Otten in het centrum van Den Haag dodelijk getroffen door een Duitse bom.